# 한정책임능력
한정책임능력(限定責任能力, diminished responsibility)은 형법에서 피고인이 법을 위반했음에도 불구하고 정신적 기능이 "감소"했거나 손상되었기 때문에 형사상 책임을 완전히 물을 수는 없다고 주장하는 변명에 의한 잠재적 변호이다.
한정책임능력은 피고가 특정 정신 상태로 행동해야 한다는 혐의에 대한 부분적인 변호이다. 예를 들어, 중범죄 규칙이 적용되지 않는 경우 1급 살인의 경우 피고가 계획, 숙고 및 살인 의도를 갖고 행동했다는 점을 합리적인 의심의 여지 없이 주 정부가 입증해야 한다. 이 세 가지 모두가 주 사건의 필수 요소이다. 증거가 존재하고, 피고가 정신 질환이나 "결함"으로 인해 특정 살인 의도를 계획, 고의 또는 형성할 수 있는 능력을 보유했는지 여부에 대해 합리적인 의심을 불러일으킬 만큼 충분한 경우, 주정부는 피고를 1급 살인 혐의로 유죄 판결할 수 없다. 이는 피고인이 무죄 판결을 받을 자격이 있다는 의미는 아니다. 피고인은 여전히 2급 살인 혐의로 유죄 판결을 받을 수 있으며, 이는 피고인이 일반적인 악의로 행동하기만 하면 된다.